# Yuki Maki
Yuki Maki (født 26. juni 1984) er en tidligere japansk fodboldspiller.
Han har spillet for flere forskellige klubber i sin karriere, herunder Nagoya Grampus og Shonan Bellmare.